# Санаторій під клепсидрою (фільм)
«Санаторій під клепсидрою» (пол. «Sanatorium pod klepsydrą») — польський художній фільм польського кінорежисера Войцеха Єжи Гаса. Фільм знятий за мотивами однойменної повісті Бруно Шульца.

## Сюжет
Йозеф (Ян Новицький) подорожує через сюрреалістичний світ невеликого єврейського містечка (ймовірно змальованого з рідного міста Шульца Дрогобича) у пошуках свого мертвого батька. У санаторії, в який він прибуває на напівзруйнованому потязі, час поводить себе дивно реанімуючи минуле. Хоча герой зображений дорослим, інші персонажі часто поводяться з ним як з дитиною. Подорож у фільмі не має логічних переходів і часто розвивається в абсурдний спосіб. По дорозі Йозеф зустрічає хлопчика з марочником, солдатів, що арештовують його за заборонені сни, групу живих манекенів, сліпого кондуктора, що виступає уособленням смерті.
Критики відзначають, що Шульц своїм твором намагався засвідчити кінець епохи, ніби передчуваючи наближення Другої світової війни. Світ описаний у книзі ніби повертає рідну автору Галичину у казкову цісарську Австро-Угорщину. Режисер Войцех Єжи Гас значно підсилив єврейські мотиви у фільмі, зустрічаються ремінісценсії на Голокост, що не були описані у оригінальній книзі Бруно Шульца.

## Виробництво
У створенні фільму брали участь видатні митці такі як дизайнер костюмів пол. Jerzy Skarżyński, оператор Вітольд Собоцинський, що створили на екрані дуже витончений і консистентний сюреалістичний світ.

### У ролях
- Ян Новицький — Йозеф
- Тадеуш Кондрат — Якуб, батько Йозефа
- Ірена Орська — мати Йозефа
- Галина Ковальська — Аделя
- Божена Адамек — Б'янка)
- Густав Голоубек — лікар Готар
- Мечислав Войт — сліпий провідник
- Ірена Малькевич — жінка в чорному
- Павел Унруг — орнітолог
- Марек Барбасевич — офіціант
- Юзеф Лодинський — дворецmкий в музе]
- Мирослава Ломбардо — королева Драга
- Влодзимеж Новак — ерцгерцог Максіміліан
- Єжи Янечек — анархіст
- Ежи Брашка — фігура в музеї
- Тадеуш Шмідт — офицер
- Єжи Треля — блазень

## Нагороди
У 1973 році фільм виграв Приз журі Каннського кінофестивалю.